# Ali Béber
Ali Béber fue una serie de historietas cómicas desarrollada por los belgas Blareau (guiones) y Bédu (dibujo) desde 1980 hasta 1982 para la revista Tintín. Se inspira en el famoso cuento de Alí Babá perteneciente a la colección de Las mil y una noches.

## Trayectoria editorial
La serie fue publicada originariamente en la revista Tintín, abarcando un total de 5 aventuras:
La editorial Lombard recopiló cuatro de ellas (la segunda se pasó por alto y la tercera sufrió recortes para ajustarse a la paginación de los álbumes) en su colección "Bédéchouette", compuesta por álbumes de 32 páginas y tapa dura: Le scorpion noir (1985), La clef du bonheur (1986) y L’ombre blanche (1987). Entretanto, se había iniciado ya su difusión en otros idiomas: en español, en diferentes publicaciones de la editorial Bruguera.